# Ілякшиде
Ілякшиде́ (рос. Илякшиде, башк. Иләкшиҙе) — присілок у складі Ілішевського району Башкортостану, Росія. Входить до складу Бішкураєвської сільської ради.
Населення — 240 осіб (2010; 240 у 2002).
Національний склад:
- башкири — 96 %